# Erythranthe floribunda
Erythranthe floribunda är en gyckelblomsväxtart som först beskrevs av John Lindley, och fick sitt nu gällande namn av Guy L. Nesom. Erythranthe floribunda ingår i släktet Erythranthe och familjen gyckelblomsväxter. Inga underarter finns listade i Catalogue of Life.